# Manuel Arboleda

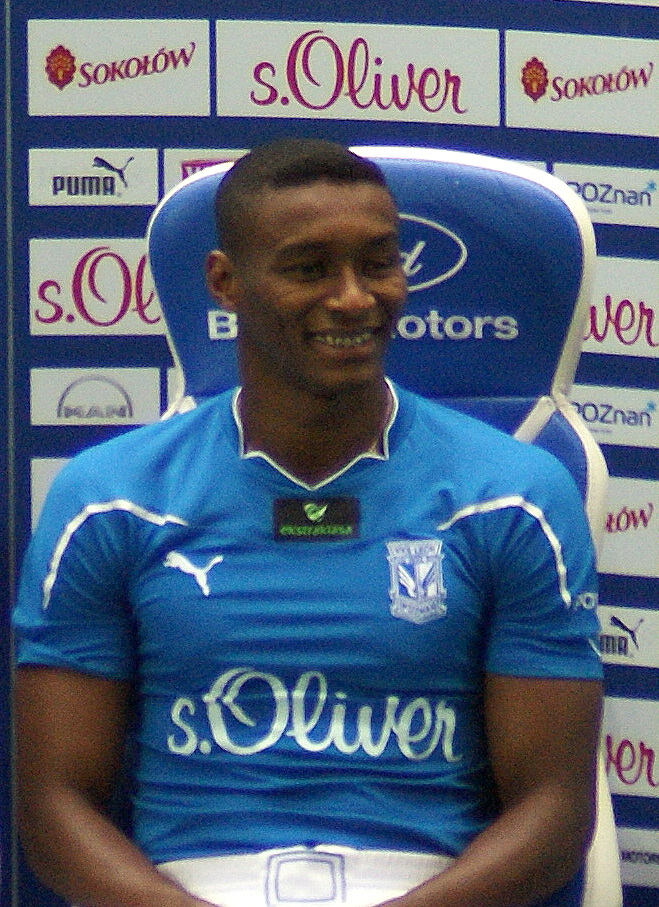

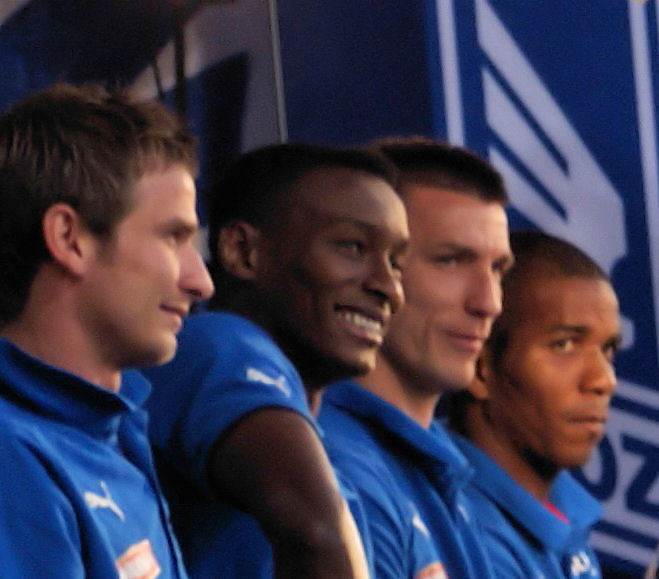
Od lewej: Bosacki, Arboleda, Đurđević i Henríquez.

Manuel Santos Arboleda Sánchez (ur. 2 sierpnia 1979 w Buenaventurze) – kolumbijski piłkarz występujący na pozycji środkowego obrońcy. Dwukrotny zdobywca tytułu mistrza Polski (z Zagłębiem Lubin w sezonie 2006/2007 i Lechem Poznań w sezonie 2009/2010).

## Kariera

### Rozgrywki krajowe
Arboleda w wieku 8 lat zaczął grać w drużynie ze swojej rodzinnej miejscowości, jednak jego kariera na dobre rozpoczęła się w juniorskim zespole Millonarios FC. Stamtąd, w 2001 roku trafił do CD Independiente, gdzie podpisał swój pierwszy zawodowy kontrakt. W klubie tym spędził półtora roku, po czym przeniósł się do Tolima Ibagué. Uznany za mało przydatnego z początkiem nowego sezonu, został wypożyczony do Centauros Villavicencio, z którego wrócił po pół roku do Ibagué i z drużyną Tolimy zdobył mistrzostwo Kolumbii. W 2004 roku ponownie zmienił klub, tym razem na Atlético Huila. Kolejną rundę rozgrywek rozpoczął w peruwiańskim Cienciano Cuzco, którego zawodnikiem był do końca 2005 roku.
Zimą 2006 roku trafił do Zagłębia Lubin, którego szybko został kluczowym zawodnikiem. Jego debiut w polskiej lidze nastąpił w spotkaniu z Lechem Poznań. Z drużyną "Miedziowych" zdobył w sezonie 2006/2007 mistrzostwo Polski, a w kolejnym – Superpuchar Polski. Zmianę w sytuacji Arboledy przyniosła runda wiosenna sezonu 2007/2008, w której występował jedynie w rozgrywkach Młodej Ekstraklasy.
18 czerwca 2008 roku został piłkarzem poznańskiego Lecha. W sezonie 2008/2009 rozegrał wszystkie spotkania w Ekstraklasie w pełnym wymiarze czasowym oraz zdobył z drużyną "Kolejorza" Puchar Polski. Latem 2009 roku sięgnął po Superpuchar Ekstraklasy. W sezonie 2009/2010, wraz z Lechem, sięgnął po drugie w karierze mistrzostwo Polski. Po sezonie 2013/2014 Arboleda odszedł z Lecha. Od tego czasu pozostaje bez klubu.

### Rozgrywki europejskie
Pierwszym meczem w rozgrywkach europejskich, w którym uczestniczył Arboleda, było starcie Zagłębia Lubin z Dynamem Mińsk w I rundzie eliminacyjnej Pucharu UEFA (2006 rok). Kolejne występy zanotował rok później, również w lubińskiej drużynie podczas dwumeczu II rundy eliminacyjnej Ligi Mistrzów ze Steauą Bukareszt.
Sezon 2008/2009 przyniósł Arboledzie, tym razem będącym zawodnikiem Lecha Poznań, udział w następnych spotkaniach na europejskich boiskach w Pucharze UEFA. Także w tych rozgrywkach kolumbijski obrońca był jedynym piłkarzem swojej drużyny, który rozegrał wszystkie 12 spotkań od pierwszej do ostatniej minuty.
W sezonie 2009/2010 wraz z Lechem Poznań Arboleda kontynuował grę w Pucharem UEFA (obecnie rozgrywanym pod nazwą "Liga Europy"). W pierwszym spotkaniu z Fredrikstad zdobył dwie bramki. Lech odpadł z rozgrywek w następnej fazie po dwumeczu z Club Brugge.
W sezonie 2010/2011 Lech z Arboledą w składzie występował w rozgrywkach Ligi Europy. W meczu IV rundy eliminacji Ligi Europy przeciwko Dnipro Dniepropetrowsk Manuel Arboleda strzelił bramkę na 1:0 dla Kolejorza. W rewanżu, w Poznaniu był remis 0:0 i Lech awansował do Ligi Europy. W fazie grupowej stoper Lecha strzelał bramki przeciwko Salzburgowi oraz Manchesterowi City. Kolejorz awansował do 1/16, gdzie po zwycięstwie 1:0 w Poznaniu oraz porażce 0:2 na wyjeździe z Bragą Lech odpadł z rozgrywek.

### Dalsze losy
W 2014 otworzył centrum handlowe w kolumbijskim Ibague. W lutym 2016 został skautem Lecha Poznań.

## Statystyki z występów w Polsce
| Klub           | Sezon   | Liga  | Liga   | Puchary krajowe | Puchary krajowe | Puchary europejskie | Puchary europejskie | Razem | Razem  |
| Klub           | Sezon   | Mecze | Bramki | Mecze           | Bramki          | Mecze               | Bramki              | Mecze | Bramki |
| Zagłębie Lubin | 2005/06 | 13    | 0      | 4               | 1               | –                   | –                   | 17    | 1      |
| Zagłębie Lubin | 2006/07 | 25    | 4      | 6               | 0               | 1                   | 0                   | 32    | 4      |
| Zagłębie Lubin | 2007/08 | 15    | 5      | 9               | 0               | 2                   | 0                   | 26    | 5      |
| Zagłębie Lubin | Razem   | 53    | 9      | 19              | 1               | 3                   | 0                   | 75    | 10     |
| Lech Poznań    | 2008/09 | 30    | 2      | 7               | 0               | 12                  | 1                   | 49    | 3      |
| Lech Poznań    | 2009/10 | 17    | 2      | 1               | 0               | 4                   | 2                   | 22    | 4      |
| Lech Poznań    | 2010/11 | 23    | 0      | 5               | 0               | 13                  | 3                   | 41    | 3      |
| Lech Poznań    | 2011/12 | 9     | 0      | 2               | 0               | –                   | –                   | 11    | 0      |
| Lech Poznań    | 2012/13 | 10    | 0      | 1               | 0               | 4                   | 0                   | 15    | 0      |
| Lech Poznań    | 2013/14 | 12    | 2      | –               | –               | 3                   | 0                   | 15    | 2      |
| Lech Poznań    | Razem   | 101   | 6      | 16              | 0               | 36                  | 6                   | 153   | 12     |
| Łącznie        | Łącznie | 154   | 15     | 35              | 1               | 39                  | 6                   | 228   | 22     |

Stan na 29 marca 2014.

## Ciekawostki
- 11 marca 2008 roku wystąpił w powołanej ad hoc reprezentacji obcokrajowców występujących w polskiej Ekstraklasie, która pod wodzą Jana Urbana zmierzyła się z reprezentacją Polski w meczu kontrolnym. W pierwszej minucie tego meczu strzelił gola[19].
- Po zdobyciu przez Zagłębie Lubin mistrzostwa Polski, Arboleda zaprezentował specjalną koszulkę z napisem: "Dziękuję Jezus, Zagłębie, F. Smuda, Cz. Michniewicz". Podobna sytuacja miała miejsce po zdobyciu Remes Pucharu Polski z Lechem Poznań ("Dziękuję Jezus, Polska, Lech Poznań, F. Smuda").
- W 2010 roku Arboleda zadeklarował chęć występowania w reprezentacji Polski[20].
- Pod koniec grudnia 2013 roku kontrowersje wywołało odrzucenie przez kancelarię prezydenta RP wniosku Arboledy o przyznanie polskiego obywatelstwa[21].